# Rosepine
Rosepine é uma cidade  localizada no estado americano de Luisiana, na Paróquia de Vernon.

## Demografia
Segundo o censo americano de 2000, a sua população era de 1390 habitantes.
Em 2006, foi estimada uma população de 1271, um decréscimo de 119 (-8.6%).

## Geografia
De acordo com o United States Census Bureau tem uma área de
5,8 km², dos quais 5,8 km² cobertos por terra e 0,0 km² cobertos por água. Rosepine localiza-se a aproximadamente 70 m acima do nível do mar.

## Localidades na vizinhança
O diagrama seguinte representa as localidades num raio de 28 km ao redor de Rosepine.